# Sông Bàn Thạch (Phú Yên)
Sông Bàn Thạch là con sông lớn thứ ba ở tỉnh Phú Yên, Việt Nam.

## Địa lý
Sông Bàn Thạch dài 86 km bắt nguồn từ vùng núi Hòn Du thuộc dãy Trường Sơn ở phía tây huyện Tây Hòa, chảy qua thị xã Đông Hòa và đổ ra Biển Đông ở cửa Đà Nông thuộc địa phận phường Hòa Hiệp Nam, thị xã Đông Hòa. Sông Bàn Thạch có các chi lưu là sông Bánh Lái và sông Trong.
Sông Bàn Thạch góp phần bồi đắp nên đồng bằng Tuy Hòa màu mỡ.
Sông bắt nguồn từ phía nam tỉnh, phần thượng nguồn chảy theo hướng đông bắc gần như vuông góc với dãy núi Đèo Cả, sau đó chuyển hướng tây nam – đông bắc, đến Đông Mỹ lại chuyển hướng đông bắc – tây nam đổ ra cửa Đà Nông. Trong mùa cạn, dòng chảy chuyển hướng sang đông nam – tây bắc, đổ ra biển ở cửa Phú Hiệp. Hướng chảy khác các sông trong tỉnh. Độ dốc ở thượng nguồn rất lớn, tới 75%0, khi chảy đến vùng đồng bằng chỉ còn 2%0. Sông có diện tích lưu vực không lớn nhưng vùng thượng nguồn nhiều mưa nên thường gây ra lũ nghiêm trọng cho vùng phía nam của Tuy Hòa. Tổng lượng dòng chảy 0,8 tỉ m³, trữ lượng điện năng khoảng 30.680 KW. Trên sông có các công trình thủy lợi: Trạm bơm Nam Bình, đập Phú Hữu, đập An Sang, hồ Đồng Khôn và các vị trí quy hoạch khác như đập Đá Đen, hồ Mỹ Lâm, hồ Phước Giang...

## Văn hóa
Ca dao Phú Yên có bài:
Sông Bàn Thạch quanh co uốn khúc,
Núi Đá Bia cao vút từng mây,
Non kia nước nọ còn đây,
Mà người non nước ngày nay phương nào?

## Giao thông
Cầu Đà Nông với chiều dài 495m, chiều rộng 11m nối khu công nghiệp Hòa Hiệp với cảng Vũng Rô.
Công trình thủy điện Đá Đen (công suất 4,8 MW) trên đầu nguồn sông Bàn Thạch thuộc huyện Tây Hòa đang được xây dựng.